# Lucy Frazer
Lucy Claire Frazer (Yorkshire, 17 maggio 1972) è una politica e avvocata britannica, membro del Partito Conservatore.

## Biografia
Nata della contea dello Yorkshire, ha origini ebraiche. Si è laureata in giurisprudenza presso il Newnham College, collegio dell'Università di Cambridge. Dopo gli studi ha lavorato come avvocata a Londra. All'età di 40 anni è divenuta Queen's Counsel.

### Carriera politica
Nel dicembre 2013 viene selezionata come possibile candidata per ricoprire il seggio di South East Cambridgeshire. Diviene poi la candidata ufficiale. Nel 2015 viene eletta parlamentare con 28 845 voti; alla camera dei comuni entra nel comitato ristretto per l'istruzione.
Nel luglio 2016 diventa segretaria privata parlamentare di Ben Gummer, ministro dell'ufficio di gabinetto.
Nel gennaio 2018 è nominata sottosegretaria di Stato parlamentare per la giustizia, posizione nella quale rimane in carica fino al maggio 2019, quando diviene Avvocata Generale per l'Inghilterra e il Galles, incarico in cui resta fino al luglio dello stesso anno.
Successivamente l'ex primo ministro Boris Johnson la nomina ministra di Stato per le carceri e la libertà vigilata, ufficio ministeriale facente parte del ministero della giustizia.
Diviene poi nuovamente pro tempore Avvocata Generale per l'Inghilterra e il Galles quando Suella Braverman va in congedo di maternità. Dopodiché, nel settembre nel 2021, torna al ministero della giustizia. Rimane però per poco tempo perché nominata Segretaria Finanziaria al Tesoro.
Nel giugno 2022 sostiene Johnson al voto di fiducia per la guida del Partito Conservatore. Successivamente, con la prima ministra Liz Truss, assume l'incarico di ministra di Stato per i trasporti.
Il 26 ottobre, a seguito della nomina di Rishi Sunak come nuovo primo ministro, è nominata da quest'ultimo ministra di Stato per l'edilizia abitativa e la pianificazione. Rimane in tale carica però fino al febbraio 2023, a causa del rimpasto di governo. Nel rimpasto diviene segretaria di Stato per la cultura, i media e lo sport.
Dopo la vittoria del Partito Laburista alle elezioni generali del 2024, il governo Sunak si dimette e, di conseguenza, Lucy Frazer cessa di ricoprire la carica di segretaria di Stato. Siccome il suo seggio viene abolito, si candida per il nuovo collegio di Ely and East Cambridgeshire, non riuscendo ad arrivare in prima posizione.

### Posizioni politiche

#### Uscita del Regno Unito dall'Unione europea
Al referendum per la permanenza del Regno Unito nell'Unione europea, Lucy Frazer ha dichiarato di sostenerne la permanenza.

## Vita privata
Si è sposata nel 2002 e ha due figli.